# Yūko Fujiyama
Yūko Fujiyama,  (jap. 藤山  裕子, Fujiyama Yūko, * 1954 in Sapporo) ist eine japanische Jazzmusikerin (Piano, Komposition).

## Leben und Wirken
Fujiyama lernte mit vier Jahren Klavierspielen, arbeitete aber zunächst nicht als Musikerin. 1980 machte sie Jerome Cooper mit den Möglichkeiten des Free Jazz bekannt. Sie spielte ab den frühen 1990er-Jahren in der amerikanischen Free-Jazz-Szene mit William Parker, mit dem 1991 erste Aufnahmen entstanden (Song Cycle), außerdem mit Ellen Christi, Lee Konitz, Thurman Barker, Wadada Leo Smith und dem Schlagzeuger Brian Willson. Seit Ende der 1990er-Jahre arbeitet sie mit eigenem Formationen wie mit Daniel Carter, Sabir Mateen, Susie Ibarra und Wilber Morris im One World Ensemble, dem Yuko Fujiyama Quartet (mit Reggie Nicholson, Roy Campbell, Wilber Morris) und dem Yuko Fujiyama String Ensemble (mit Mark Feldman und Tomas Ulrich). Im Bereich des Jazz war sie zwischen 1991 und 2017 an zehn Aufnahmesessions beteiligt.

## Diskographische Hinweise
- Ellen Christi – Yuko Fujiyama – Masahiko Kono – Mauro Orselli: Reconstruction of Sound (Network, 1996)
- One World Ensemble: Breathing Together (Freedom Jazz, 1997)
- Yuko Fujiyama String Ensemble: Tag (CIMP, 1998)
- Yuko Fujiyama Quartet: Re-entry (CIMP, 2001)
- Night Wave (Innova, 2018), mit Graham Haynes, Jennifer Choi, Susie Ibarra